# Иван Михаиловић
Иван Михаиловић (Београд, 2. фебруар 1989) српски је позоришни, телевизијски и филмски глумац, најпрепознатљивији по улози кадета Мирка Клисуре из телевизијске серије Војна академија.
Глумом се аматерски бавио од детињства. Први пут се појавио на сцени Позоришта Душко Радовић у Београду, а после тога је, као гимназијалац, глумио на Камерној сцени 5 V београдске гимназије. После завршеног трећег разреда, уписао је глуму на Факултету драмских уметности. Заједно са колегама Милошем Биковићем, Ањом Алач, Тамаром Драгичевић, Нином Јанковић, Јелисаветом Орашанин и другима дипломирао је у класи професора Драгана Петровића.
Публика га је крај малих екрана упознала 2012. као кадета Мирка Клисуру у ТВ серији Војна академија. Серија која је емитована на програму Радио-телевизије Србије стекла је велику наклоност публике.
Михаиловић такође глуми у представама; у Југословенском драмском позоришту, Позоришту Бошко Буха, Звездара театру, Атељеу 212, Београдском драмском позоришту те путујућем позоришту Вихор. Играо је у представама Василиса Прекрасна, Том Сојер и ђавоља посла, Сан летње ноћи, Славна Флоренс, Госпођа министарка, Покојник и другима.

## Биографија

### Детињство и глумачки почеци
Иван Михаиловић је рођен 1989. у Београду. Са родитељима и седам година млађим братом Николом одрастао је на Карабурми. Његови баба и деда одиграли су веома важну улогу у његовом животу, а и данас их он сам радо помиње. Име је добио по баки Иванки.
С оцем је често ишао у позориште где је гледао представе Бранка Коцкице.
Још док је похађао основну школу такмичио се у рецитацијама. Из тога се изродила љубав према глуми па су га родитељи после трећег разреда уписали у драмски студио Сандре Родић Јанковић. Прве представе одиграо је у Позоришту Душко Радовић, а у истом драмском студију остао је све док није уписао Академију.
Са 12 година је глумио у култној серији за децу и младе Метла без дршке. Тада је добио прилику да игра раме уз раме с великим именима српске филмске сцене попут Радета Марковића и Бранке Петрић
По завршетку основне школе уписао је X београдску гимназију. Већ тада се озбиљно припремао за оно што ће уследити. По завршетку трећег разреда гимназије уписао је Факултет драмских уметности у класи професора Драгана Петровића.
Током студија, глумио је у дечјим представама, што му је представљало велико задовољство и одговорност. Играо је Петра Пана у Позоришту „Бошко Буха“. Једном приликом је признао да му је друга опција у избору занимања био Шумарски факултет, јер га занима прављење намештаја и ствари од дрвета.

### Каријера
Са Тамаром Драгичевић осмислио је и режирао дипломску представу Луди од љубави. Њих двоје су сами смислили сценографију, костиме и музику, а комисија је била одушевљена. Пет дана након те представе започео је снимање серије која ће му донети велику популарност.
Реч је о драмској серији „Војна академија“. На почетку је био на кастингу за кадета Радисава Рисовића Риса. Међутим, када је прочитао улогу кадета Клисуре, замолио је режисера да покуша да глуми њега. То се испоставило као врло добра идеја, јер је Михаиловић верно пренео карактеристике младог београдског Рома који, уписујући Војну академију, покушава да промени своју и судбину своје породице. На предлог режисера, глумци су својим улогама сами смишљали имена, а Михаиловић је Клисури дао име Мирко због његовог карактера.
Током снимања серије десила се једна занимљива анегдота. Наиме, како би што верније визуелно представио Клисуру, Михаиловић је кренуо у соларијум. Ипак, један од тих неславних покушаја завршио је неуспехом. Након 15 минута „кварцања“ није добио жељени тен, него опекотине које је касније морао да санира. После тога је одлучио да своју визуелну трансформацију препусти искусним шминкеркама.
Због велике заинтересованости публике, серија је доживела пет сезона и две дугометражне верзије које су изашле 2013. и 2016. године под насловима Војна академија 2 и Војна академија 3.
На великом платну, Иван је дебитовао три године раније у редитељском првенцу Косте Ђуриђевића под насловом С/Кидање који је премијерно приказан 17. априла 2013. године.
Следеће године, пристао је да буде учесник забавног телевизијског шоа Плес са звездама који се емитовао на Првој, где је са партнерком Маријом Мартиновић успешно савладавао разне кореографије савремених и класичних плесова. Касније су осигурали победу, а сав новац проследили су фондацији Подржи живот. Како каже, није се покајао што је пристао да учествује иако признаје да није љубитељ формата у којима глумци треба да представе себе у помало интимном светлу. Испоставило се да је тај корак само допринео његовој каснијој препознатљивости.
Михаиловић је 2016. глумио у ТВ филму Уочи Божића. Исте године започело је снимање филма Козје уши. Иван је у тој мешавини драме и комедије глумио са Николом Којом, Горицом Поповић, Милицом Спасојевић и другима. Филм је премијеру доживео 27. априла 2017.
Упоредо с филмском и телевизијском каријером, Михаиловић гради и позоришну. До сада је играо на сценама Југословенског драмског позоришта, Позоришта Бошко Буха, Атељеа 212, Београдског драмског позоришта, Звездара театра и других. Играо је у представама Василиса Прекрасна, Том Сојер и ђавоља посла, Сан летње ноћи, Осврни се у гневу, Зечеви су брза храна, Славна Флоренс, Хипноза једне љубави и другима.

### Приватни живот
Рођен је у Београду, a oдрастао је на Карабурми.
Летње распусте је проводио у Херцег Новом. Роњење му је велика страст. Осим роњења, воли и скијање.
У слободно време радо одлази на свирке, а омиљени жанр му је рокенрол, који је заволео уз оца.

## Филмографија
| Год.       | Назив                           | Улога         |
| ---------- | ------------------------------- | ------------- |
| 2000-те    |                                 |               |
| 2001.      | Метла без дршке                 | Немања        |
| 2010-те    |                                 |               |
| 2012—2020. | Војна академија                 | Мирко Клисура |
| 2013.      | С/Кидање                        | Филип         |
| 2013.      | Војна академија 2               | Мирко Клисура |
| 2016.      | Уочи Божића                     | Риста         |
| 2016.      | Војна академија 3: Нови почетак | Мирко Клисура |
| 2017.      | Козје уши                       | стражар       |
| 2019.      | Балканска међа                  | рудар         |
| 2019.      | Војна академија 5               | Мирко Клисура |
| 2020-те    |                                 |               |
| 2020.      | Јужни ветар (ТВ серија)         | Сине          |
| 2020.      | Мама и тата се играју рата      | поп Михајло   |
| 2021.      | Каљаве гуме                     | Павле         |

## Улоге у позориштима (избор)

### Атеље 212
- Чекајући Годоа
- Славна Флоренс
- Приморје
- Макбет
- Свети Георгије убива аждаху

### Београдско драмско позориште
- Зечеви су брза храна

### Југословенско драмско позориште
- Покојник

### Позориште „Бошко Буха“
- Петар Пан
- Том Сојер
- Василиса Прекрасна
- Црвенкапа (Ловац)
- Госпођа министарка
- Сан летње ноћи
- Тешко је рећи збогом
- Три секунде
- Осврни се у гневу

## Фестивали
Београдско пролеће:
- Помак у свемиру (Дечје београдско пролеће), 2021.
- Уврнут дан (Дечје београдско пролеће), 2023.
- Петрова песма (Дечје београдско пролеће), 2024.